# Вульф, Кристиан
Кристиан Вильгельм Вальтер Вульф (нем. Christian Wilhelm Walter Wulff; род. 19 июня 1959 года, Оснабрюк) — немецкий политик, член консервативного Христианско-демократического союза. В 2003—2010 годах — премьер-министр федеральной земли Нижняя Саксония. Со 2 июля 2010 года по 17 февраля 2012 года — федеральный президент ФРГ.

## Ранние годы
Кристиан Вильгельм Вальтер Вульф родился в городе Оснабрюк (Нижняя Саксония, ФРГ). Он был вторым ребёнком в семье Рудольфа и Дагмары Вульф. Отец покинул семью в то время, когда Кристиану исполнилось четыре года. Мать снова вышла замуж, но брак оказался кратковременным. Вольфганг Карстенс, второй муж Дагмары, узнав, что у неё обнаружена серьёзная болезнь — рассеянный склероз, — покинул семью. С 14 лет мальчик был вынужден самостоятельно заботиться о младшей сестре и ухаживать за матерью. Кристиан обучался в Оснабрюке в школе Елизаветы и гимназии Эрнста-Морица-Арндта, где и сдавал экзамен на получение аттестата. Увлекаться политикой он начал ещё будучи подростком. Он входил в Ученический союз (Schüler Union), а затем — Молодёжный союз, которые являлись молодёжными организациями Христианско-демократического союза. С 1980 по 1986 год изучал юриспруденцию в Оснабрюкском университете.

## Политическая карьера в Нижней Саксонии
В 1975 году, в возрасте 16 лет, вступил в ХДС. С 1978 года по 1980 год — председатель Нижнесаксонского земельного отделения организации «Ученический союз» (ХДС). С 1979 года по 1983 год — член федерального исполнительного органа Союза молодёжи, Нижнесаксонское земельное отделение которого он возглавлял с 1983 года по 1985 год. С 1984 года — адвокат земельного исполнительного органа ХДС в федеральной земле Нижняя Саксония. С 1989 года по 1994 год — депутат и председатель группы ХДС городского совета Оснабрюка.
В 1994 году в первый раз баллотировался в депутаты ландтага Нижней Саксонии. В том же году он стал председателем парламентской группы ХДС и оставался им до 2003 года. С 1994 года по 2008 год — председатель отделения ХДС в земле Нижняя Саксония. С 1998 года — заместитель Национального председателя ХДС. С 4 марта 2003 года по 30 июня 2010 года — премьер-министр земли Нижняя Саксония.

## Федеральный президент Германии
3 июня 2010 года, после отставки Хорста Кёлера, был избран альянсом ХДС/ХСС и Свободной демократической партии Германии (СвДП) кандидатом в президенты Германии.
30 июня 2010 года состоялись выборы федерального президента Германии. Выборы проходили в три тура. Для победы в первом или втором туре кандидату необходимо было набрать абсолютное большинство в 623 голоса членов Федерального собрания. В первом туре за Вульфа проголосовали 600 выборщиков, а во втором — 615. Для победы в третьем туре необходимо получить простое большинство выборщиков. Вульф в третьем туре набрал 625 голосов против 490 у его основного соперника Иоахима Гаука и стал десятым федеральным президентом Германии, самым молодым в её истории. 2 июля 2010 года приведён к присяге.

### Частный кредит и пресс-скандалы
В декабре 2011 года в адрес президента Кристиана Вульфа были выдвинуты обвинения относительно его прежних связей с другом и предпринимателем-миллионером Эгоном Геэркенсом. Ещё в бытность премьер-министром Нижней Саксонии, 18 февраля 2010 года, на вопрос в парламенте

Существовали ли деловые отношения между Кристианом Вульфом […] и господином Эгоном Геэркенсом или […] какой-нибудь фирмой, в которой […] господин Геэркенс был бы компаньоном[…]?
Оригинальный текст (нем.)Gab es geschäftliche Beziehungen zwischen Christian Wulff […] und Herrn Egon Geerkens oder […] irgendeiner Firma, an der […] Herr Geerkens als Gesellschafter beteiligt war […]?

Вульф ответил:

Между премьер-министром Вульфом и указанными в запросе личностями и компаниями в последние 10 лет не существовало никаких деловых отношений
Оригинальный текст (нем.)Zwischen Ministerpräsident Wulff und den in der Anfrage genannten Personen und Gesellschaften hat es in den letzten zehn Jahren keine geschäftlichen Beziehungen gegeben.“

Позже выяснилось, что 25 октября 2008 года чета Вульфов взяла частный кредит в размере около 500 тысяч евро под 4 % годовых у жены Эгона Эдиты для приобретения дома (минимальная ставка кредитов на строительство в том году в Германии составляла 4,6 % годовых). Позже Геэркенс сообщил, что именно он вёл переговоры об условиях предоставления кредита. 21 декабря 2011 года Вульф сделал публичное заявление, в котором извинился за свои действия с кредитным делом и признал, что должен был обнародовать эту информацию. «Это был нечестно и я извиняюсь», — добавил он.
Когда дело, как казалось, уже утихло, стало известно, что президент Вульф оказывал давление на Springer Press, чтобы подавить распространение первой информации о кредитном скандале. Когда Вульфу стало известно, что таблоид Bild собирается рассказать о кредите, он позвонил главному редактору Дикманну, который не ответил; Вульф оставил голосовое сообщение, в котором гневно угрожал «окончательно разорвать» отношения с издательским домом Springer и обратиться в суд. По состоянию на начало января 2012 года, президент Вульф потерял поддержку со стороны общественности, комментаторы призвали его уйти в отставку, оппозиция повысила на него давление, а его собственная партия дистанцировалась от него из-за его попытки ущемить свободу прессы. После того, как прокуратура Ганновера подала запрос о снятии с него иммунитета, 17 февраля 2012 года подал в отставку.
После отставки прокуратура продолжила расследование и позже обратилась в суд. Согласно обвинительному заключению, в 2008 году, когда Кристиан Вульф ещё занимал пост премьер-министра федеральной земли Нижняя Саксония, он позволил своему приятелю, кинопродюсеру Давиду Грёневольду оплатить часть его счетов за ночлег в мюнхенской гостинице, няню для ребёнка и ужин в ресторане на общую сумму в 753,60 евро. В благодарность за это президент написал письмо руководству концерна Siemens с просьбой профинансировать один из кинопроектов Грёневольда. Суд первой инстанции 27 февраля 2014 года оправдал Кристиана Вульфа вследствие отсутствия убедительных доказательств. Прокуратура опротестовала этот вердикт.